# Jack Plotnick
Jack Plotnick est un acteur, producteur, réalisateur et scénariste américain, né le 30 octobre 1968 à Worthington (Ohio).
Il est surtout connu pour ses rôles dans les séries télévisées Ellen, Buffy contre les vampires et Mentalist.

## Biographie

### Carrière
En 2012, il est l'acteur principal du film français Wrong puis apparaît dans Wrong Cops en 2013.
Il a réalisé le film Space Station 76, une comédie de science-fiction sortie en 2014.

## Filmographie

### Cinéma

#### Longs métrages
- 1997 : Who's the Caboose? de Sam Seder : le directeur du casting
- 1998 : Ni dieux ni démons (Gods and Monsters) de Bill Condon : Edmund Kay
- 1998 : Chairman of the Board d'Alex Zamm : Zak
- 1998 : Ground Control de Richard Howard : Curtis
- 1999 : Mystery Men de Kinka Usher : M. Pups
- 1999 : Forever Fabulous de Werner Molinsky : Adam
- 2001 : Trop, c'est trop ! (Say It Isn't So) de J.B. Rogers : Leon Pitofsky
- 2003 : Girls Will Be Girls de Richard Day : Evie Harris
- 2003 : Bye Bye Love (Down with Love) de Peyton Reed : Maurice
- 2004 : Straight-Jacket de Richard Day : Freddie Stevens
- 2004 : Mon beau-père, mes parents et moi (Meet the Fockers) de Jay Roach : le loueur de voiture de Rent-A-Car
- 2005 : Adam and Steve de Craig Chester : Mime (non crédité)
- 2006 : Juste une fois ! (Stay) de Bobcat Goldthwait : Dougie
- 2007 : Alerte à Miami : Reno 911 ! (Reno 911!: Miami) de Robert Ben Garant : Steve Marmella
- 2007 : Cook-Off! de Guy Shalem : Timothy Whims
- 2008 : Remarkable Power de Brandon Beckner : Moses
- 2008 : Le Chihuahua de Beverly Hills (Beverly Hills Chihuahua) de Raja Gosnell : la baby-sitter pour chien
- 2009 : In the Drink de Richard Sears : David
- 2010 : The Drawn Together Movie: The Movie! de Greg Franklin : Xandir P. Whifflebottom (film d'animation - voix originale)
- 2010 : Rubber de Quentin Dupieux : le comptable
- 2010 : Peep World de Barry W. Blaustein : le directeur de la librairie
- 2011 : La Fabulous Aventure de Sharpay (Sharpay's Fabulous Adventure) de Michael Lembeck : Neal Roberts (sorti directement en DVD)
- 2011 : God Bless America de Bobcat Goldthwait : le planificateur no 2
- 2012 : Wrong de Quentin Dupieux : Dolph Springer
- 2012 : Black Briefs de Christopher Banks, Camille Carida et 5 autres réalisateurs : rôle inconnu (segment de Video Night)
- 2012 : The Vortex de Peter Paul Basler : Dr William Marx
- 2012 : RockBarnes: The Emperor in You de Ben McMillan : le directeur
- 2013 : Wrong Cops de Quentin Dupieux : Dolph Springer
- 2013 : Lonely Boy de Dale Fabrigar : Grant
- 2013 : First Period de Charlie Vaughn : M. Klein
- 2014 : Paragon School for Girls de Jim Hansen : M.
- 2014 : Space Station 76 de lui-même : Space Station 76 (voix, non crédité)
- 2014 : Play Nice de Rodman Flender : Berg
- 2014 : Suburban Gothic de Richard Bates Jr. : le cousin Freddy
- 2015 : You're Killing Me de Jim Hansen : Louis
- 2016 : So B. It de Stephen Gyllenhaal : le nouveau chauffeur de bus
- 2016 : Patient Seven de Danny Draven, Paul Davis et 7 autres réalisateurs : Dr Paul Victor
- 2018 : American Pets de Robert Logevall : l'homme en costume no 1

Prochainement
- date indéterminée : The History of Everything Circa 1993: F/K/A Kissy Cousins Monster Babies de Wayne Keeley[1] (en attente d'une date de sortie aux États-Unis[1])

#### Courts métrages
- 2003 : Taco Bender de Richard Sears : David
- 2004 : Making Changes de Matthew Rose : Steven
- 2005 : Radiance de Jim Hansen : Jack
- 2006 : Available Men de David Dean Bottrell : Robert
- 2008 : Feedback de Michael Lucid : Christopher
- 2008 : Girls Will Be Girls: The Jizz Party de Richard Day : Evie Harris
- 2008 : Girls Will Be Girls: Delivering Coco, Part One de Richard Day : Evie Harris
- 2009 : Slate: The Teachings of Lonnie Del Mar de Kirk Moody : Lonnie Del Mar
- 2010 : Video Night de Jim Hansen et Jack Plotnick : Jack
- 2010 : Pretty Parts de Jim Hansen et Frank Helmer : rôle inconnu (court métrage d'animation - voix originale)
- 2011 : Half-Share de Jesse Archer et Sean Hanley : Michael Yes de 2011
- 2011 : That's What Friends Are For de lui-même : rôle inconnu
- 2012 : Something Real de Guy Shalem : rôle inconnu
- 2014 : Lost in Gray d'Andrea La Mendola : Jack
- 2015 : Cindy's New Boyfriend de Robert Brinkmann : officier Simms
- 2017 : Dog Music de Chris Riggi : Jonah
- 2018 : Kissy Cousins Monster Babies and Morphing Elvis de Wayne Keeley : l'infirmière Scratchet
- 2018 : Kissy Cousins Monster Babies (Director's Cut) de Wayne Keeley : l'infirmière Scratchet

### Télévision

#### Téléfilms
- 1995 : Clerks de Michael Lessac : un policier
- 2000 : Hey Neighbor de Steve Zuckerman : Leslie
- 2004 : 30 Days Until I'm Famous de Gabriela Tagliavini : Andy, le mauvais garçon
- 2011 : Untitled Daniel J. Goor Project de Ted Wass : Nick Stockdale

#### Séries télévisées
- 1993 : Late Night with Conan O'Brien : Slim Organbody (talk-show - épisode inconnu)
- 1994 : Madman of the People : Mitch (saison 1, épisode 9)
- 1995 : Murphy Brown : Penn (saison 7, épisode 20)
- 1995 : Mr. Show with Bob and David : Button Gwinnett (saison 1, épisode 4)
- 1995-1998 : Ellen : Barrett (12 épisodes)
- 1996 : Hope and Gloria : Seth (saison 2, épisode 19)
- 1996 : Caroline in the City : Harris (saison 2, épisode 1)
- 1996 : Seinfeld : le leader (saison 8, épisode 7)
- 1997 : The Jenny McCarthy Show : rôles divers (épisodes inconnus)
- 1997 : The Weird Al Show : oncle Ralphie (saison 1, épisodes 11 et 12)
- 1997 : Les Frères Wayans (The Wayans Bros.) : Ted (saison 3, épisode 16 / saison 4, épisode 10)
- 1998-1999 : Buffy contre les vampires (Buffy the Vampire Slayer) : le député maire Allan Finch (4 épisodes)
- 1999-2000 : Action : Stuart Glazer (13 épisodes)
- 1999-2000 : Rude Awakening : Clark (9 épisodes)
- 2001 : Temps mort (Dead Last) : le serveur de processus (saison 1, épisode 6)
- 2002 : New York Police Blues (NYPD Blue) : Mike Brandt (saison 9, épisode 11)
- 2002 : Dawson (Dawson's Creek) : Andrew Waller (saison 5, épisode 20)
- 2003 : One on One : Dr Medway (saison 3, épisode 1)
- 2003-2008 : Reno 911, n'appelez pas ! (Reno 911!) : le député Patrick Bates / Steve Marmella (11 épisodes)
- 2004 : Les Sauvages (Complete Savages) : M. Levitch (saison 1, épisode 4)
- 2004-2005 : Le Monde de Joan (Joan of Arcadia) : Sammy (4 épisodes)
- 2004-2008 : Drawn Together : Xandir P. Whifflebottom (voix originale - série télévisée d'animation, 36 épisodes)
- 2006 : Las Vegas : Jeremiah Christopher (saison 3, épisode 19)
- 2006 : Lovespring International : Steve Morris (13 épisodes)
- 2006 : Ugly Betty : l'agent publicitaire de Natalie (saison 1, épisode 2)
- 2007 : Les Sorciers de Waverly Place (Wizards of Waverly Place) : Pocket Elf (saison 1, épisode 3)
- 2007 : Nip/Tuck : Dr George (saison 5, épisode 4)
- 2007 : Shark : Bradley Roberts (saison 2, épisode 11)
- 2008 : Head Case : Eddie (saison 2, épisode 1)
- 2008 : Mon oncle Charlie : Mike (saison 5, épisode 18)
- 2008-2013 : Mentalist : Brett Partridge (5 épisodes)
- 2009 : Rise and Fall of Tuck Johnson : Leonard Johnson (épisodes inconnus)
- 2009 : Supernatural : Ian (saison 4, épisode 17)
- 2009 : Dr House (House M.D.) : Hal Connor (saison 6, épisode 1)
- 2010 : The Damiana Files : rôle inconnu (saison 1, épisode 6)
- 2010 : Shake It Up : Phil Stuts (saison 1, épisode 2)
- 2010-2011 : Svetlana : Ted (3 épisodes)
- 2011 : Bonne chance Charlie (Good Luck Charlie) : Otto (saison 2, épisode 2)
- 2012 : Waffle Hut : Larry (projet de série annulé)
- 2013 : Glee : Dr Leonard Halpman (saison 4, épisode 22)
- 2013 : Esprits criminels : Tanner Johnson (saison 9, épisode 7)
- 2014 : Dads : Derek (saison 1, épisode 15)
- 2014 : Franklin and Bash : Tony Philbin (saison 4, épisode 6)
- 2014 : Major Crimes : Ian Sherman (saison 3, épisode 13)
- 2015 : Silicon Valley : rôle inconnu (saison 2, épisode 1)
- 2015 : The Exes : Eddie (saison 4, épisode 15)
- depuis 2017 : Grace et Frankie (Grace and Frankie) :  Paul (7 épisodes - en cours[1])
- 2017 : Bones : Francis Byers (saison 12, épisode 3)
- 2017 : When We Rise : Gilbert Baker (mini-série, épisode 4)
- 2017 : Pilot Season : Skip Cute and Casual (série annulée)
- 2017 : Conversations in L.A. : Adam (saison 2, épisode 4)
- 2018 : Z Nation : Roman Estes (6 épisodes)

## Voix françaises
En France, Tanguy Goasdoué est la voix française la plus régulière de Jack Plotnick,,.
Au Québec, Hugolin Chevrette-Landesque est la voix française la plus régulière de l' acteur.
En France
| - Tanguy Goasdoué, dans : (les séries télévisées) - Rude Awakening - Action - Dawson - Les Sorciers de Waverly Place - Mentalist - Esprits criminels - Bones - Bertrand Arnaud, dans : (les séries télévisées) - Ellen - Nip/Tuck - Mon oncle Charlie | - Jean-Pierre Denuit dans : - Bonne chance Charlie (série télévisée) - La Fabulous Aventure de Sharpay (téléfilm) et aussi - Gérard Darier dans Trop, c'est trop !, - Thierry Bourdon dans New York Police Blues (série télévisée) - Marc Saez dans Les Sauvages (série télévisée) - Xavier Béja dans Le Monde de Joan (série télévisée) - Yoann Sover dans Drawn Together (voix) - Cyrille Monge dans Lovespring International, (série télévisée) - Jérôme Keen dans Ugly Betty (série télévisée) - Alexandre Gillet dans Supernatural (série télévisée) - Vincent de Bouard dans Dr House (série télévisée) - Damien Witecka dans Wrong |

Au Québec